# جون ليتل (لاعب كرة قدم أمريكية)
جون ليتل (بالإنجليزية: John Little)‏ هو لاعب كرة قدم أمريكية أمريكي، ولد في 3 مايو 1947 في تالولاه في الولايات المتحدة، وتوفي في 1997 بسبب نوبة قلبية.

## وصلات خارجية
- جون ليتل على موقع مرجع كرة القدم المحترفة.كوم (الإنجليزية)